# La Mort d'un roi
Pour plus de détails, voir Fiche technique et Distribution.
La Mort d’un roi (To Kill a King) est un film britannique réalisé par Mike Barker, sorti en 2003.

## Synopsis
À la fin de la guerre civile anglaise (1642-1651), les forces du Parlement, dirigées par Thomas Fairfax (Dougray Scott) et son fidèle adjoint Oliver Cromwell (1599-1658, Lord Protecteur 1653–1658) (Tim Roth), sortent victorieuses; le roi Charles I (Rupert Everett), prisonnier. Le Parlement, dominé par Denzil Holles, prépare un traité garantissant les libertés à l'avenir. L'armée parlementaire n'a pas encore été payée et s'agite, mais la popularité de Fairfax lui permet de maintenir l'ordre. Le roi est poli avec les dirigeants parlementaires mais refuse d'entériner le traité et demande que l'épouse de Fairfax -Anne (Olivia Williams), dont la famille est royaliste- soit autorisée à lui tenir compagnie. Fairfax acquiesce. Lors d'un dîner avec la famille de Cromwell, Anne révèle à Fairfax qu'elle est enceinte.
Le roi convient secrètement avec Holles que s'il est rétabli sur le trône sans avoir à signer le traité, il remboursera les membres qui voteront pour lui au Parlement. Holles propose donc un vote hâtif et l'emporte grâce à la corruption de ses pairs. Pendant ce temps, les trésors du palais du roi sont évacués par des passages souterrains pour contrebande. Cromwell et Fairfax sont horrifiés et Cromwell fait irruption dans les appartements du roi pour l'en blâmer avec colère devant Anne -choquée par la conduite de l'accusateur. Ces derniers deviennent de plus en plus jaloux et méfiants l'un envers l'autre.
Fairfax et Cromwell se rendent compte que pour payer l'armée et maîtriser le pouvoir du roi, ils doivent prendre les choses en main. Ils décident d'arrêter un certain nombre de députés monarchistes. Fairfax déclare à ses soldats qu'ils ont été trahis par le Parlement et que l'armée marche sur Westminster. Cependant, Fairfax s'inquiète pour la sécurité de sa famille et avertit Holles de fuir avant l'arrivée des soldats. Les membres restants sont arrêtés et emprisonnés dans la tour de Londres surplombant la Tamise, mais Holles s'échappe.
Cromwell capture l'un des agents de Holles essayant de vendre sa part des trésors et le torture pour découvrir le traître. Fairfax craint initialement d'être exposé, mais l'homme ne fait référence qu'au roi. Cromwell ordonne alors qu'il soit sommairement tué. Fairfax est outré que Cromwell ait utilisé l'un de ses officiers pour occire un homme sans procès.
Anne reçoit la visite de certains de ses amis de la famille et de ses proches qui prétendent essayer d'obtenir le soutien de Fairfax. Lorsqu'elle suggère qu'il ne sera pas coopératif, ils lui demandent si elle peut les aider à voir le roi. Elle leur divulgue la maison d'arrêt du monarque. L'évasion échoue. Cromwell réalise rapidement le rôle d'Anne et la confronte avec colère.
En utilisant les preuves de Holles et de l'évasion du roi, Cromwell et ses alliés cherchent à traduire le roi en justice et à faire signer à l'avance un arrêt de mort. Fairfax refuse de signer mais Cromwell procède en son absence. Fairfax et Anne sortent ostensiblement durant le procès, en sachant l'issu. Ils rencontrent les partisans restants du roi: Fairfax leur avoue que le roi sera condamné. Pendant ce temps, Anne fait une fausse couche et Fairfax craint qu'il soit en quelque sorte à blâmer, malgré les assurances de Cromwell.
Le roi est exécuté au palais de Whitehall, mais Cromwell est déçu par la réaction du peuple. Lorsqu'il apprend que le prince Charles -fils et héritier- a été déclaré roi d'Écosse par le Parlement d'Écosse, il ordonne une invasion au nord, bien que Fairfax proteste qu'il s'agit d'une guerre inutile: le prince s'est réfugié ailleurs. Peu de temps après, il rencontre un homme vendant des bibelots royalistes dans la rue et l'exécute sommairement, au grand dégoût de Fairfax.
Fairfax découvre que Cromwell sera nommé Lord Protecteur de la république, le Commonwealth d'Angleterre. Il arrive à la conclusion que Cromwell doit être tué. Il recrute un ancien camarade de l'armée -le sergent Joyce- et projettent d'agir immédiatement après l'investiture. Cependant, touché par la loyauté de Cromwell, Fairfax fait lui-même échouer la tentative. 
Joyce est capturé et Cromwell ordonne son exécution immédiate. Fairfax confie à Cromwell qu'il en est l'instigateur. Cromwell ordonne également son arrestation et son exécution. Cependant, les officiers de l'armée sur place refusent de l'arrêter et Fairfax peut s'éloigner. Le peuple, ignorant sa confession, l'acclame à sa sortie. Fairfax se retire sur ses terres et ne prend plus part à la politique.
Des années plus tard, Fairfax imagine une visite à Cromwell sur son lit de mort. Ils discutent de leur déceptions mutuelles. Dans une voix off, Fairfax note qu'il n'a jamais revu Cromwell et que lorsque le fils du prince Charles a été rétabli en tant que roi Charles II, ce dernier a ordonné que le corps de Cromwell soit déterré et exposé. Il regrette à nouveau de l'avoir laissé tomber.
Le texte de clôture confirme que Fairfax et Holles ont tous deux été graciés par le roi Charles II restauré.

## Fiche technique
- Titre : La Mort d’un roi
- Titre original : To Kill a King
- Réalisation : Mike Barker
- Scénario : Jenny Mayhew
- Directeur de la photographie : Eigil Bryld
- Musique : Richard G Mitchell
- Pays de production :  Royaume-Uni  Allemagne
- Genre : Film dramatique, Film biographique, Film historique, Film de guerre
- Durée : 102 minutes
- Sortie : 2003

## Distribution
- Tim Roth - Oliver Cromwell
- Dougray Scott - Lord Thomas Fairfax
- Olivia Williams - Lady Anne Fairfax
- James Bolam - Denzil Holles
- Corin Redgrave - Horace Vere, baron de Tilbury
- Finbar Lynch - Henry Ireton
- Julian Rhind-Tutt - James
- Adrian Scarborough - sergent Joyce
- Jeremy Swift - comte de Whitby
- Rupert Everett - Charles Ier d’Angleterre
- Steven Webb - garçon à Naseby
- Jake Nightingale - colonel Thomas Pride
- Thomas L. Arnold - messager à la bataille de Naseby
- Sam Spruell - garde royal
- Julian Rivett - Little
- Richard Bremmer - Abraham
- Melissa Knatchbull - Lady Margaret
- Patricia Kerrigan - Mrs. Elizabeth Cromwell
- John-Paul Macleod - Richard Cromwell

## Version française
- Société de doublage : NDE Production
- Direction artistique : Antony Delclève
- Adaptation des dialogues : Frédéric Alameunière
- Enregistrement et mixage :